# Кашкайски език
Кашкайският език е тюркски език, говорен от етническата група кашкаи в Южен Иран (в провинциите Фарс и Хузестан).
Няма точни сведения за броя говорещи го. Близък е до азербайджанския език. Кашкаите са чергари и затова е трудно да се определи точния брой говорещи език. Предполага се, че те са около 923 000 души.

## Писменост
Официална писменост няма. Езикът се използва преди всичко в битовата сфера. За записване на съобщения се използва персийска азбука. Кашкаите говорят и фарси, който е официален в Иран.